# 国鉄5130形蒸気機関車
5130形は、かつて日本国有鉄道の前身である鉄道院、鉄道省に在籍した蒸気機関車である。
1877年（明治10年）の京阪間鉄道開業に際してイギリスから輸入された蒸気機関車である。6両が輸入された。1876年（明治9年）、キットソン社(Kitson & Co., Airedale Foundry)製（製造番号2099 - 3004）である。
本項では、1884年（明治17年）及び1885年（明治18年）に日本鉄道用に輸入された同仕様のダブス社(Dübs & Co., Glasgow Locomotive Works)製の12両（1883年（明治16年）製、製造番号1880 - 1883及び1885年製、製造番号2119 - 2122（4両不明）。後の5230形）並びに時代はやや隔たるが、同形式を模倣して1901年（明治34年）に日本鉄道大宮工場（現在の東日本旅客鉄道（JR東日本）大宮総合車両センター）で製造された同形の1両（後の5270形）についても記述する。

## 5130形

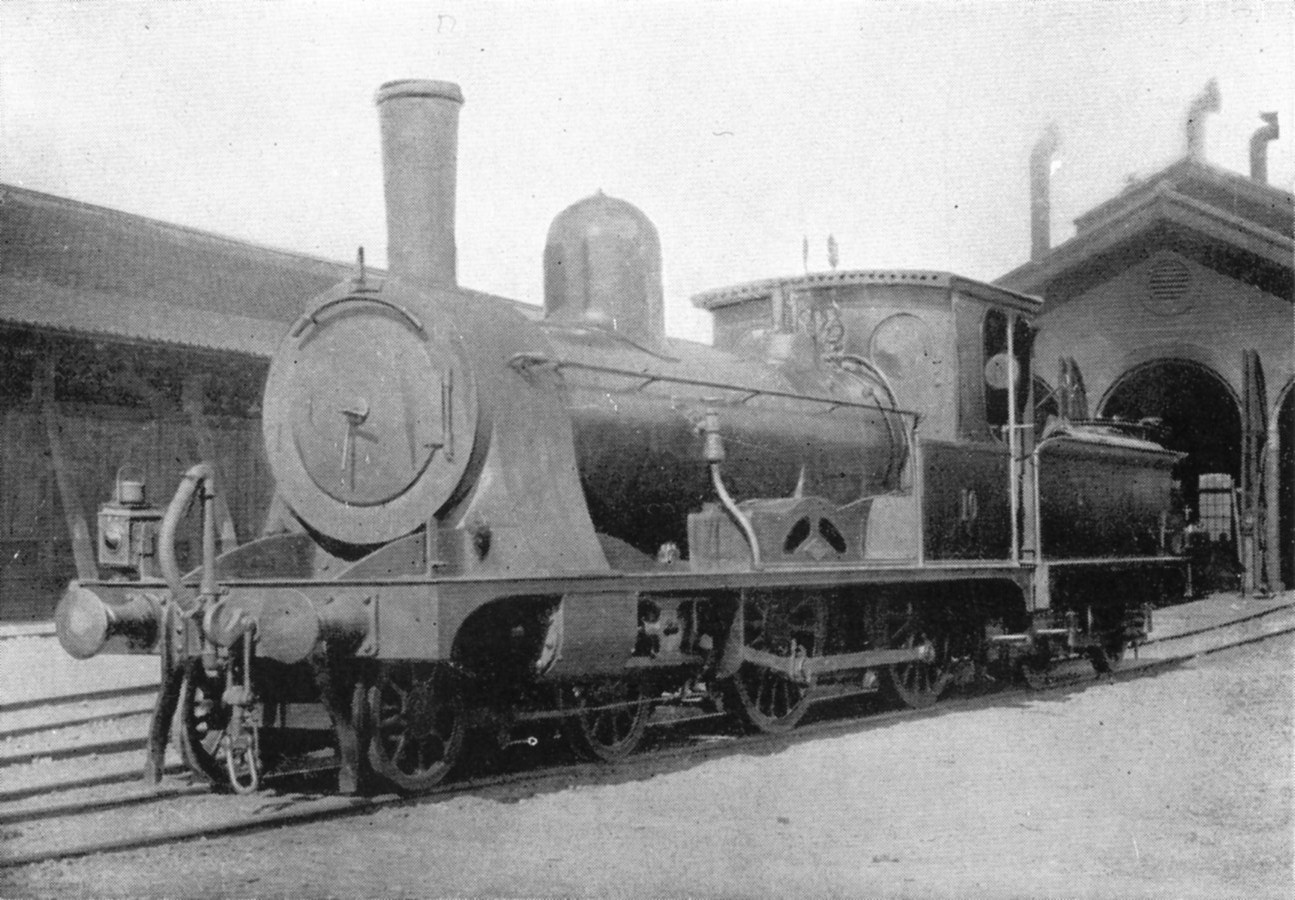
鉄道院 5130形

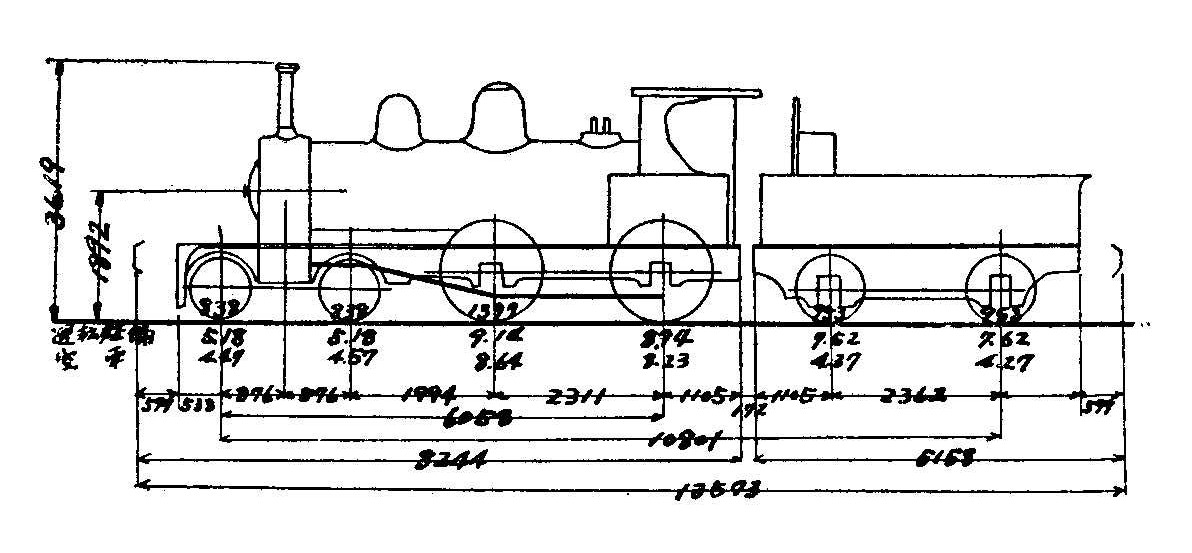
形式図

### 構造
動輪直径は1,372mm(4ft6in)、車軸配置4-4-0(2B)で2気筒単式の飽和式旅客列車用テンダー機関車である。テンダー（炭水車）は2軸。弁装置はスチーブンソン式、安全弁はラムズボトム式で、蒸気ドームとの間に急噴式（ポップ式）安全弁が設けられている。
当初はタンク機関車として発注され、製造途中でテンダー式に変更された。そのため、テンダーは神戸工場で製造されたと思われるが、確証はない。ランボードは機関車全長にわたって水平で、第1動輪のスプラッシャー（泥よけ）には2つの穴が空けられており均整のとれた美しいスタイルの機関車であった。また、第2動輪のスプラッシャーは、運転室の側壁と一体化しており、一見すると小さな側水槽のように見える。
機関車本体にブレーキ装置を設けた日本で最初のテンダー機関車で、鋳鉄製の制輪子（ブレーキ・シュー）が取付けられている。一方、テンダーの制輪子は旧式の木製で、面白い対照を見せている。
その後、時期は不明であるが、煙室を前方に拡大する改造が行なわれたほか、蒸気ドームはやや背が低くなり、第1動輪のスプラッシャーに一体化されていた砂箱も、ボイラー上に移されている。

### 主要諸元
- 全長 : 13,392mm
- 全高 : 3,613mm
- 軌間 : 1,067mm
- 車軸配置 : 4-4-0(2B)
- 動輪直径 : 1,372mm
- 弁装置 : スチーブンソン式
- シリンダー（直径×行程） : 381mm×559mm
- ボイラー圧力 : 9.8kg/cm2
- 火格子面積 : 1.14m2
- 全伝熱面積 : 76.9m2
- 機関車運転整備重量 : 28.3t
- 機関車動輪上重量（運転整備時） : 18.1t
- 炭水車重量
  - 運転整備時 : 15.1t
- 水タンク容量 : 5.46p3;
- 燃料積載量 : 1.52
- 機関車性能
  - シリンダ引張力 （0.85P）: 4,930kg
- ブレーキ装置 : 手ブレーキ、蒸気ブレーキ

### 運転・経歴
京阪間鉄道の開業用に発注された本形であるが、開業式には間に合わず、貨物用の機関車（のちの7010形）2両を旅客用に改造（のちの5100形）して間に合わせている。
来着した本形は、製番順に42, 44, 46, 48, 50, 52と付番された。その後、1894年（明治27年）にはP形に類別され、1898年（明治31年）の鉄道作業局による分類ではD4形となり、33 - 38に改番された。
この頃には、奥羽線の横手－白沢間や北陸線の今庄－富山間で使用されていた。
1906年（明治39年）に制定された鉄道国有法を受け、1909年（明治42年）に制定された鉄道院の形式称号規程では、5130形(5130 - 5135)となり、品川や浜松で入換用に使用されていた。
1916年（大正5年）8月に5132 - 5135の4両が、1918年（大正7年）7月には5130が、1919年（大正8年）には5131が越後鉄道（現在のJR東日本越後線及び弥彦線）に払下げられ、同社の「10 - 15」となったが、1927年（昭和2年）に越後鉄道が買収・国有化され、再び国有鉄道籍に戻った。その際、旧番に戻ったとされるが、2年後の1929年（昭和4年）10月に全機が廃車され、解体された。

## 5230形

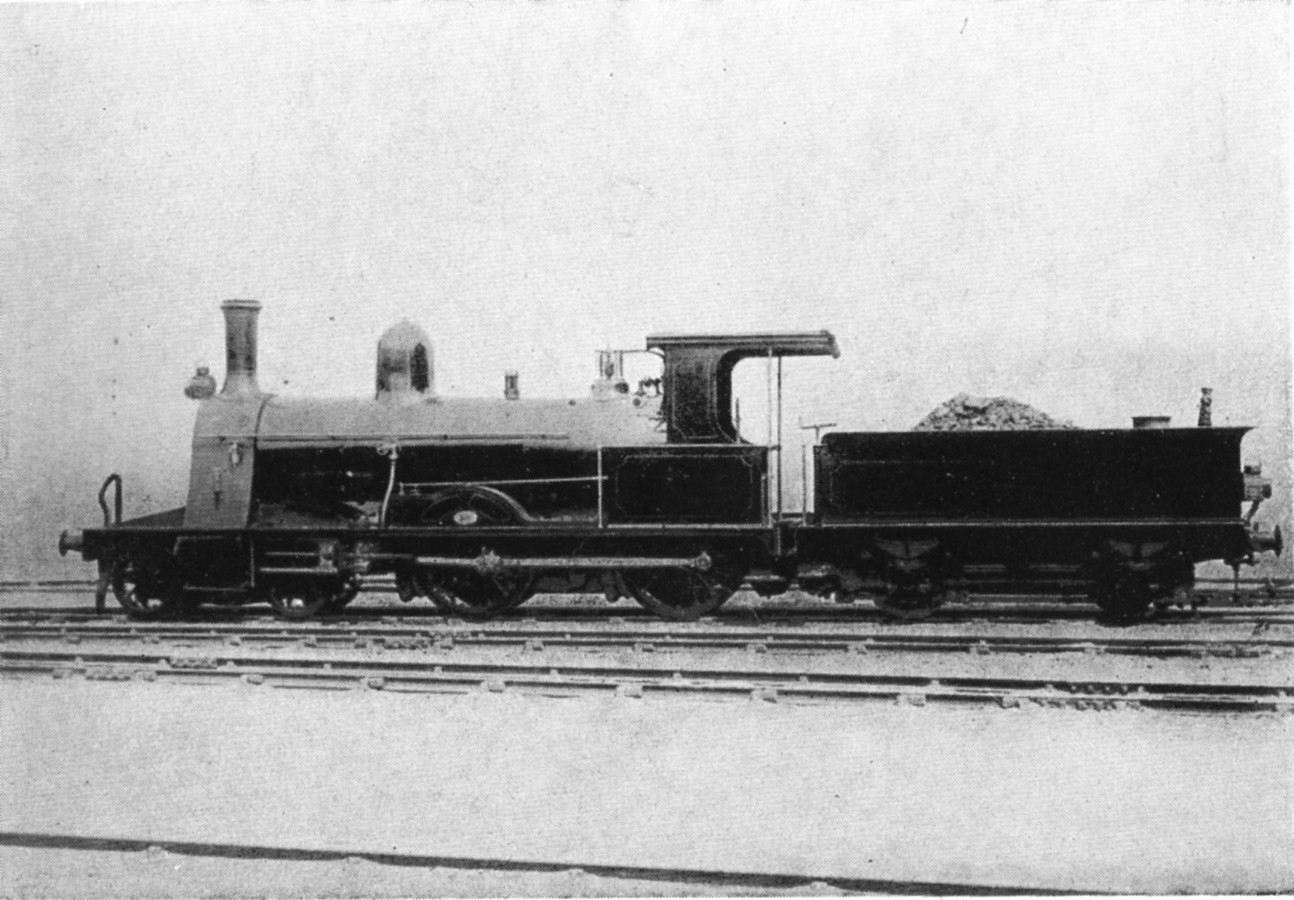
鉄道院 5230形

### 構造
キットソン製の5130形と基本寸法、性能は同一である。5130形との相違点は、主台枠前部のカーブの形状、ステップの形状、煙突の形状、ポップ式安全弁へのカバーの取り付け、給水ポンプの形状などごくわずかである。

### 主要諸元
- 全長 : 13,348mm
- 全高 : 3,607mm
- 軌間 : 1,067mm
- 車軸配置 : 4-4-0(2B)
- 動輪直径 : 1,372mm
- 弁装置 : スチーブンソン式
- シリンダー（直径×行程） : 381mm×559mm
- ボイラー圧力 : 9.8kg/cm2
- 火格子面積 : 1.11m2
- 全伝熱面積 : 77.0m2
- 機関車運転整備重量 : 27.0t
- 機関車動輪上重量（運転整備時） : 17.8t
- 炭水車重量
  - 運転整備時 : 15.0t
- 水タンク容量 : 5.46m3
- 燃料積載量 : 2.07t
- 機関車性能
  - シリンダ引張力（0.85P） : 4,930kg
- ブレーキ装置 : 手ブレーキ、蒸気ブレーキ（のち真空ブレーキ）

### 運転・経歴
本形式は、官設鉄道が輸入を仲介したことから、官設鉄道の番号体系にいったん組み込まれ、東部地区用の奇数番号（35 - 57）を付与された。日本鉄道独立後は、Dbt2/4形（4 - 15）と改められた。1906年制定の鉄道国有法により日本鉄道が買収・国有化されると、1909年に5230形（5230 - 5241）に改番されている。
その後は、総武線や房総線で使用され、1924年（大正13年）11月に全車が廃車された。譲渡機はない。
興味深いのは、日本鉄道独立後も官設鉄道が形式Qを付与していることで、官設鉄道が一部をかなりの長期間借受けていたことに由来していると推定されている。

## 5270形

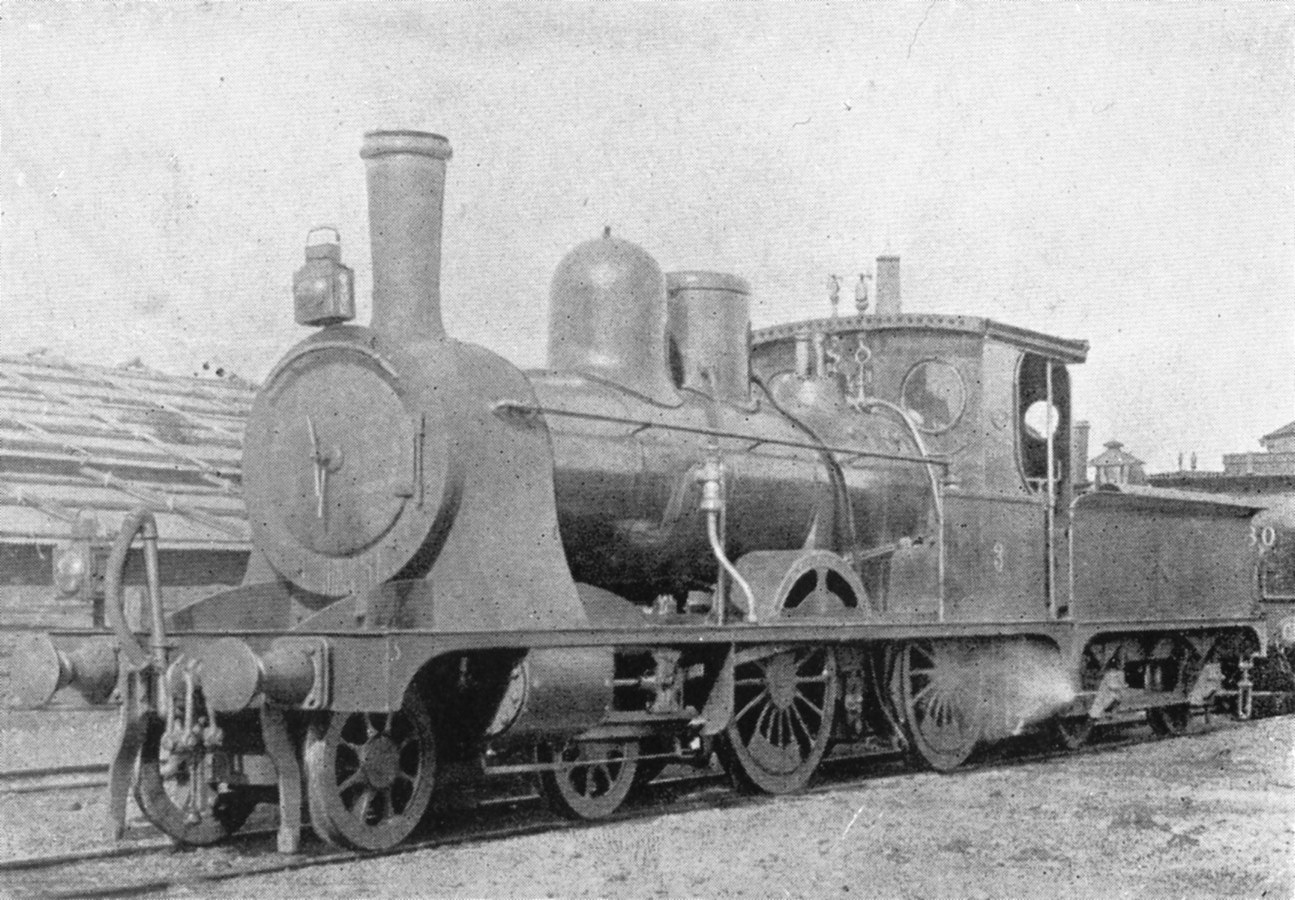
日本鉄道 3（後の鉄道院 5270）

### 構造
ダブス社製の5230形の予備部品を使用して、日本鉄道の大宮工場で製造された蒸気機関車であり、原形式となった5230形では第1動輪のスプラッシャーに一体化していた砂箱がボイラー上に移った程度で、大きな形態上の差はない。

### 主要諸元
- 全長 : 13,348mm
- 全高 : 3,607mm
- 軌間 : 1,067mm
- 車軸配置 : 4-4-0(2B)
- 動輪直径 : 1,372mm
- 弁装置 : スチーブンソン式
- シリンダー（直径×行程） : 381mm×559mm
- ボイラー圧力 : 9.8kg/cm2
- 火格子面積 : 1.11m2
- 全伝熱面積 : 77.0m2
- 機関車運転整備重量 : 27.4t
- 機関車動輪上重量（運転整備時） : 17.2t
- 炭水車重量
  - 運転整備時 : 15.0t
- 水タンク容量 : 5.46m3
- 燃料積載量 : 2.07t
- 機関車性能
  - シリンダ引張力（0.85P） : 4,930kg
- ブレーキ装置 : 手ブレーキ、真空ブレーキ

### 運転・経歴
本形式は、大宮工場が製作した機関車の第1号である。予備部品を使用した1両限りのデッドコピー機ではあるが、この時期に私鉄の工場が蒸気機関車を製造したことは、記念されてよいであろう。
落成時の形式は、Obt2/4形といい、番号は3（2代目）であった。大宮に配置され、主に東北本線で使用された。日本鉄道の買収・国有化後の1909年に5270形（5270）に改められ、関西に移ったが、同系の僚機よりも早い1922年（大正11年）に廃車となった。